# Edelmiro Julián Farrell
Edelmiro Julián Farrell Plaul (Avellaneda, 12 febbraio 1887 – Buenos Aires, 31 ottobre 1980) è stato un generale e politico argentino, Presidente e dittatore dell'Argentina dal 24 febbraio 1944 al 4 giugno 1946.

## Biografia

### Primi anni
Edelmiro Julián Farrell nacque ad Avellaneda il 12 febbraio 1887. Fu l'undicesimo figlio di Juan Caledonio del Corazón de Jesús Farrell Ibáñez (1846-1887) e di Catalina Plaul Petry (1851-1917). La sua famiglia paterna proveniva dalla Contea di Longford, in Irlanda, da dove emigrò in Argentina nel 1830 suo nonno Matthew Farrell (1803-1860), sua nonna paterna, Mónica Ibáñez (1819-1867), era di Buenos Aires ed i suoi nonni materni, Santiago Plaul Schwarz e Mariana Petry Yerber, erano tedeschi.
Farrel si sposò a Zárate, in provincia di Buenos Aires, il 10 luglio 1919, con la maestra rosarina Conrada Victoria Torni Carpani (1893-1977), figlia di Atilio Torni, italiano, e di Magdalena Carpani, francese, dalla quale ebbe tre figli: Nelly Victoria (1923), Jorge Edelmiro (1925-1950) e Susana Mabel (1929).

### Carriera militare
Diplomatosi alla Scuola Militare nel 1907, ottenendo il grado di sottotenente di fanteria, prestò servizio in un reggimento alpino italiano dal 1924 al 1926. 
Nel 1933 fu promosso colonnello. Nel 1938 fu nominato ispettore delle Truppe di montagna. 
Generale di brigata nel 1941, fu nominato comandante della 6ª divisione dell'esercito fino al 1942.
Dopo le sue funzioni politiche dal 1943 al 1946, divenne generale di divisione nel 1946 e andò in congedo l'anno successivo.

### Attività politica
Nel 1943 partecipò al colpo di Stato chiamato Rivoluzione del 43, assolvendo dal giugno di quell'anno i compiti di Ministro della guerra e poco dopo anche di Vicepresidente durante il governo del generale Pedro Pablo Ramírez fino a che questi fu rimosso dal GOU.

#### Presidentede facto
Esercitò l'incarico di Presidente della Nazione ad interim dal 25 febbraio del 1944, e definitivamente per le dimissioni di Ramírez, dal 9 marzo del 1944.

### Presidenza
Durante la presidenza Farrell, i più importanti punti attuati furono:
- La dichiarazione di guerra a Germania e Giappone.
- La creazione di una zona militare chiamata Governo Militare di Comodoro Rivadavia.
- La firma dell'Atto di iapultepec.
- Emanazione dello statuto dei partiti politici.
- Emanazione dello Statuto de Peón.
- Emanazione del decreto legge 1740/45 stabilendo le modalità feriali dei lavoratori industriali.
- Emanazione del decreto legge 33.302/45 stabilendo la tredicesima mensilità.
- Creazione della Giustizia Nazionale del Lavoro.
- Autorizzazione all'apertura delle case del piacere.
- Ritorno a elezioni libere.

Nel mese di luglio del 1945 annunciò la sua candidatura per le elezioni presidenziali del febbraio 1946, candidatura che poi non presentò. Elezioni vinte da Juan Domingo Perón, ex ministro del lavoro e della guerra sotto il suo governo.
Restò presidente fino al 4 giugno del 1946, quando cedette la presidenza a Peron, ritirandosi a vita privata.

## Omaggi
- In omaggio al generale Farrel, nel Partido Lanús, un monumento inaugurato nel 1988 è stato posto di fronte al Palazzo Municipale.
- Gli è stata intitolata una via a Buenos Aires.